# Азархін Родіон Михайлович
Родіон Михайлович Азархін (також Ерік Азархін; нар. 22 березня 1931 року, Харків — пом. 26 березня 2007 року, Москва) — радянський музикант, контрабасист, автор великої кількості перекладів для контрабаса.

## Біографія
Родіон Азархін почав займатися на контрабасі з 1945 року в музичній школі-десятирічці при Ленінградській консерваторії (класи С. Н. Буяновського та П. А. Вейнблат). Пізніше продовжив своє навчання у Ленінградській консерваторії, яку закінчив з відзнакою. Починаючи з 1949 року став виступати як соліст. У 1970 році Родіон Азархін виконав роль Музиканта (Контрабасиста) у складі Квінтету С. Р. Сапожникова у телебалеті «Трапеція» на музику Сергія Прокоф'єва. Родіон Азархін написав брошуру під назвою «Контрабас» з описом технічних можливостей інструмента, починаючи з моделей смичка, і закінчуючи такими великими проблемами, як ідеально чисте звучання оркестру — «Чому цього немає у більшості колективів і як цього домогтися».

## Дискографія
- 1963 — Родіон Азархін [7", Ризький Завод]

01. Дифірамб (А. Александров)
02. Адажіо (Д. Шостакович, перекладення Р. Азархіна)
03. Скерціно (В.Косенко, перекладення С. Херсонського)
- 1967 — Родіон Азархін [10", Апрелевський Завод]

01. Анданте з «Іспанською симфонії», тв. 21 (Е. Лало)
02. Поема, тв. 41 № 14 (З. Фібіх)
03. Пробудження (Р. Форе)
04. Скерцо, тв. 6 (Ю. Кленгель, перекладення Р. Азархіна)
05. Соната для контрабаса соло, тв. 58 (Ю. Левітін)
06. Романс з муз. до к/ф «Овід» (Д. Шостакович, перекладення Р. Азархіна)
07. Гумореска, тв. 4 (С. Кусевицький)
- 1971 — Родіон Азархін [12", Всесоюзна Студія Грамзапису]

01. Чакона з партіти № 2 для скрипки соло, В. 1004 (В. С. Бах)
02. Лебідь (К. Сен-Санс)
03. Скерцо з музики до комедії В. Шекспіра «Сон в літню ніч» (Ф. Мендельсон)
04. Ні, тільки той, хто знав, тв. 6 № 6 (П. Чайковський)
05. Каватіна Фігаро з опери «Севільський цирульник» (Дж. Россіні)
06. Елегія (Ж. Массне)
07. Тарантела, тв. 9 № 2 (Р. Глієр)
08. Романс, тв. 6 № 1 (С. Рахманінов)
09. Прелюдія, тв. 23 № 10 (С. Рахманінов)
10. Циганські наспіви, тв. 20 № 1 (П. Сарасате)
- 1975 — Інструментальні Мініатюри (12", Всесоюзна Студія Грамзапису)

01. Арія (Р. Ф. Гендель)
02. Поема, тв. 41 № 4 (3. Фібіх)
03. Andante з «Іспанською симфонії», тв. 21 (Е. Лало)
04. Пробудження, тв. 7 № 1 (Р. Форе)
05. Мелодія, тв. 3 № 3 (С. Рахманінов)
06. Сентиментальний вальс, тв. 15 № 6 (П. Чайковський)
07. Політ джмеля, з опери «Казка про царя Салтана» (Н. Римський-Корсаков)
08. Елегійна поема, для контрабаса та фортепіяно (К. Каліненко)
09. Скерцино (В. Косенко)
10. Дифирамбічна канцона (Ан. Александров)
11. Адажіо з балету «Світлий струмок» (Д. Шостакович)
12. Романс з к/ф «Овід» (Д. Шостакович)
13. Грузинський танець, тв. 1 № 2 (А. Айвазян)
- 1978 — Записи з Концертного Залу (12", Апрелевський Завод)

01. Етюд до дієз мінор, тв. 25 № 7 (Ф. Шопен — А. Глазунов)
02. Allegretto з сонати для віолончелі та фортепіяно, тв. 71 (Д. Кабалевський)
03. Дельфійські танцівниці, прелюдія № 1 (К. Дебюссі)
04. Сумний вальс з музики до драми А. Ярнефельта «Смерть», тв. 44 (Я. Сібеліус)
05. Інтродукція і варіації на струні сіль на тему з опери Дж. Россіні «Мойсей» (Н. Паганіні)
06. Ноктюрн до-дієз мінор, тв. 27 № 1 (Ф. Шопен)
07. Сюїта з опери «Поргі і Бесс» (Дж. Гершвін — Р. Азархін): Колискова, Плач Сіріни, Пісенька і танець Спортинг Лайфу, Дві пісні Поргі
08. Інтродукція та рондо каприччиозо, тв. 28 (К. Сен-Санс)
- 1985 — Родіон Азархін (12", Московський опитрий Завод «Грамзапис»)

01. Шість прелюдій з твору 87 (Д. Шостакович, перекладення Р. Азархіна, редакція автора)
02. Соната для контрабаса і фортепіяно (П. Хиндеміт)
03. Тема з варіаціями сі мінор (Б. Дваріонас, перекладення Р. Азархіна)
04. Тема з варіаціями для контрабаса соло мі мінор «Пам'яті С. Кусевицького» (Р. Азархін)
05. Створення світу, сюїта з балету (А. Петров — Р. Азархін, перекладення Р. Губайдулліна)